# Conquête des Turcs Occidentaux
Campagnes des Tang contre les Turcs occidentaux
La Conquête des Turcs Occidentaux, aussi nommés Tujue Occidentaux dans les chroniques chinoises, est une campagne militaire lancée en 657 et dirigée par le général Su Dingfang de la dynastie Tang. Elle vise le Khaganat des Turcs Occidentaux dirigé par le qaghan Ashina Helu. Le vrai début du conflit entre les Chinois et les Turcs occidentaux date de 640, avec l'annexion par les Tang de Karakhoja, un des royaumes-oasis du Bassin du Tarim et allié des Turcs Occidentaux. Plusieurs de ces royaumes-oasis étaient jadis des vassaux de la dynastie Tang ; mais l'un après l’autre, ils ont fait allégeance aux Turcs Occidentaux a cause des ambitions militaires et expansionnistes Chinoises. L'expansion des Tang en Asie centrale continue avec les conquêtes de Karachahr en 644 et Kucha en 648.
La confrontation directe entre les deux empires a lieu en 657. L'armée principale des Tang est commandée par Su Dingfang, tandis que les généraux turcs Ashina Mishe et Ashina Buzhen dirigent les deux corps d'armée secondaires. Ces troupes chinoises sont renforcées par une cavalerie fournie par les Ouïghours, un peuple turc allié des Tang depuis que ces derniers ont soutenu leur révolte contre les Xueyantuo. L'armée de Su Dingfang vainc Helu lors de la bataille de la rivière Irtych (en).
Cette victoire renforce le contrôle de Tang sur les Régions de l'Ouest, soit grosso modo l'actuelle province du Xinjiang, et intègre à l'empire Tang les régions autrefois gouvernées par le Khaganat. Après cette conquête, les qaghans ne sont plus que des marionnettes entre les mains des Chinois et des garnisons militaires sont installés pour administrer les territoires nouvellement acquis. Le territoire de la dynastie Tang atteint sa superficie maximum, dans la mesure où les frontières occidentales de la Chine ont atteint la frontière orientale du califat arabe des Omeyyades. Cet apogée territorial ne dure qu'un temps, car des révoltes turques mettent fin à l'hégémonie chinoise au-delà du Pamir, soit la zone qui correspond actuellement au Tadjikistan et à l'Afghanistan. Mais les Tang gardent le contrôle de la région de la Dzoungarie et du Bassin du Tarim, qui sont regroupés au sein du Protectorat Général pour Pacifier L'Ouest. Durant les décennies suivantes, l'Asie centrale absorbe les influences culturelles des vainqueurs du conflit; la culture et la langue turques se répandent en Asie centrale, tout comme les influences artistiques et politiques de la dynastie Tang ; beaucoup de généraux et de soldats Tang stationnés dans la région étant ethniquement turcs. Durant les siècles suivants, les Turcs, les Tibétains et les Tang vont rivaliser militairement pour le contrôle de la région.

## Situation avant la conquête

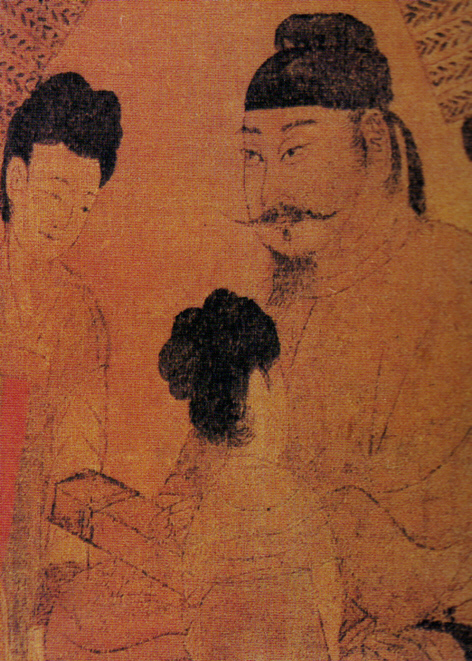
L'empereur Tang Taizong, dont les campagnes militaires contre les royaumes des oasis ont permis aux Tang de prendre le contrôle du Bassin du Tarim.

Carte résumant les campagnes de l'empereur Tang Taizong dans le Bassin du Tarim, contre les différents royaumes alliés des Turcs Occidentaux.

La dynastie Tang (18 juin 618 - 1er juin 907), qui succède à la dynastie Sui, a fondé et géré un empire cosmopolite qui est un des plus vastes de l'histoire de la Chine. Après la fin des troubles qui marquent la chute de la dynastie Sui, les nouveaux maîtres de la Chine doivent faire face à des raids mené par les guerriers nomades Khitans et Turcs. Les dirigeants Tang répondent à cette menace par l'usage de diverses stratégies déjà utilisées par les Sui, dont celles du Diviser pour mieux régner, les guerres par procuration, le versement de tributs et les mariages d'alliances.
Les contacts entre les Tang et les Turcs Occidentaux existent depuis la fondation de la dynastie. En effet, L'empereur Tang Gaozu, le fondateur de la dynastie Tang, aide les Turcs Occidentaux a assassiner un Qaghan des Turcs Orientaux le 2 novembre 619. Face à la menace des deux Khaganats Turcs, Tang Taizong, le fils et successeur de Gaozu, s'allie aux Turcs Occidentaux contre les Turcs Orientaux, mettant ainsi en place une politique visant à « s'allier avec ceux qui sont loin pour lutter contre ceux qui sont proches. »
L'expansion vers l'ouest de la dynastie Tang commencé avec la guerre qu'ils livrent aux Turcs Orientaux, que les Chinois appellent aussi Tujue Orientaux. Tirant parti des problèmes politiques internes du Khaganat des Turc Orientaux, Taizong détruit le Khaganat et annexe leur territoire en 629 C'est le début d'une période de domination chinoise qui va durer cinquante ans. Les peuples nomades sont chassés de la région des Ordos et du sud de la Mongolie, tandis que les tribus vaincues et soumises par les Tang donnent à Taizong le titre de « Khagan Céleste ».

### Les batailles dans le Bassin du Tarim
Cette subite expansion de la Chine inquiète les royaumes des oasis du bassin du Tarin, qui, l'un après l'autre, mettent fin aux liens qui les unissent à la dynastie Tang, pour faire allégeance aux Turcs Occidentaux. Ce changement d'alliance ne freine en rien les ambitions chinoises et ces royaumes vont, l'un après l'autre, être attaqué par les Tang. Les premiers royaumes à tomber sont ceux de Kachgar et Khotan qui se rendent aux Chinois en 632, suivis du Royaume de Yarkand en 635. À partir de 640, les Tang lancent une série de campagnes militaires plus à l'Ouest, visant les royaumes du bassin du Tarin qui continuent à leur résister. Géographiquement, ces royaumes se situent dans une région correspondant au sud de l'actuelle province du Xinjiang, soit la portion du bassin la plus éloignée des Tang et la plus proche des Turcs Occidentaux.
Le roi de Karakhoja refusant de se soumettre et de reconnaître la dynastie Tang comme étant son suzerain, l'empereur Taizong donne en 638 l'ordre d'organiser une campagne dirigée par le général Hou Junji pour mater ce royaume. Les troupes Tang arrivent sur place en 640 et annexent rapidement Karakhoja. Les Turcs Occidentaux organisent bien une riposte à cette attaque en envoyant une armée soutenir le roi de Karakhoja, mais leurs troupes se retirent à mesure que les forces Tang approchent de la ville.
Bien qu'allié des Tang, le royaume voisin de Karachahr se méfie de la garnison chinoise stationnée à Karakhoja et de la volonté d'expansion de Taizong. Peu de temps après l'annexion de son voisin, Karachahr refuse d'envoyer un tribut à la Cour Impériale des Tang et s'allie avec les Turcs Occidentaux. Ce changement d'alliance est assez paradoxal, car un des motifs de l'attaque chinoise contre Karakhoja est que ce royaume c'était allié aux Turcs occidentaux pour bloquer la route de la soie et ainsi établir un blocus visant son principal concurrent dans la région, à savoir... le royaume de Karachahr ! Une nouvelle campagne militaire commandée par le général Guoxiao Ke permet aux Tang de s'emparer du royaume en 644 et d'installer sur le trône un souverain pro-chinois. Une nouvelle fois, l'aide militaire apportée par les Turcs Occidentaux au royaume-oasis n'a pas réussi à dissuader les Tang. Cependant, après le départ de Ke, le roi pro-Tang est déposé par la population locale, aidée par les Turcs occidentaux, et Karachahr redevient un allié des Turcs. Taizong lance une nouvelle campagne militaire, dirigée par le général Ashina She'er(Il s'agit d'un membre du clan Ashina, la famille royale des Turcs Orientaux, qui a fait allégeance aux Tang) qui arrive sur place en 648 et rétablir le contrôle des Tang sur le royaume.
Après avoir conquis Karasahr, She'er mène ses troupes jusqu'au Royaume de Kucha. L'armée de ce royaume, forte de 50 000 soldats est vaincue par She'er et le roi de Kucha s'enfuit avec ses soldats jusqu'au Royaume d'Aksu, où il demande l'asile. Après un siège de quarante jours, le roi est capturé et l'armée de Kucha se rend le 19 janvier 649.
Cette victoire permet aux Tang d'achever la conquéte du bassin du Tarim. Pour gouverner cette zone nouvellement annexée, les Tang fondent le Protectorat Général pour Pacifier L'Ouest en 640, puis installent des garnisons à Kucha, Kachgar, Khotan et Karachahr. Elles sont connues collectivement comme étant les Quatre Garnisons d'Anxi.

## La campagne contre les Turcs Occidentaux

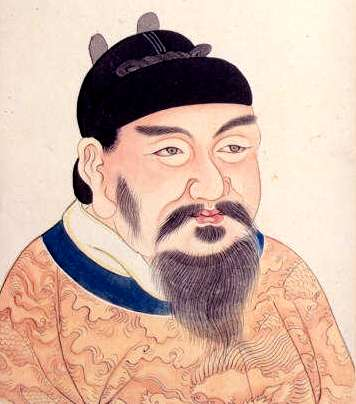
Portrait de l'Empereur Tang Gaozong. C'est lui qui donne l'ordre de lancer une campagne militaire contre les Turcs Occidentaux.

Jusqu'en 630, le khaganat des Turcs Occidentaux était dirigé par yabghu Tong, un puissant souverain, qui avait étendu son pouvoir jusque sur une partie de l'Afghanistan et du nord de l'Inde. Mais en 630, les Qarluq, une des tribus vassales des Turcs, se révoltent et tuent Tong. Dès lors, les Turcs occidentaux perdent leur unité et ne sont plus qu'un ensemble épars de tribus rivales, ce qui facilite les conquêtes chinoises dans le bassin du Tarim lors des décennies suivantes. La situation change avec l'arrivée d'Ashina Helu. Membre de la famille royale Ashina, Helu était auparavant un général de l'empereur Taizong ayant le commandement des troupes Tang stationnées dans le Gansu. Il organise une révolte contre les Tang et part vers l'ouest ou ile se proclame souverain du Khaganat des Turcs Occidentaux. L'ascension d'Helu réunifie les tribus turques divisées sous la houlette d'un seul chef et il devient Ishbara Qaghan.
Après s'être proclamé qaghan, Ashina Helu lance des raids à répétition contre les colonies des Tang situées à l'est de son domaine. Il attaque également le bassin du Tarin, sur lequel il rétablit la domination turque pendant six ans. L'empereur Tang Gaozong, le fils et successeur de Taizong, répond à ces attaques en organisant une expédition militaire composée d'un corps d'armée principal commandé par Su Dingfang, et un autre dirigé par Ashina Mishe et Ashina Buzhen, deux Turcs Occidentaux rivaux d'Ashina Helu.
Su Dingfang est un commandant du centre-sud de Hebei qui, plus tôt dans sa carrière d'officier, avait dirigé l'attaque contre le camp militaire d'Illig qaghan, le qaghan des Turcs Orientaux. Il a également acquis une expérience militaire en tant que chef de milice pendant la guerre civile qui a ravagé la Chine durant la transition des Sui aux Tang. Su est donc un général ayant déjà une expérience de la guerre en Asie centrale et familier avec la culture des steppes. De plus, il avait déjà été en contact avec des chefs militaires de la région. Il jouit également d'une réputation et d'un prestige assez important au sein de la Cour, assez pour avoir été l'un des neuf commandants d'origines multi-ethniques invités par l'empereur Gaozong à un événement militaire en 655. Le général turc Ashina Zhong, un cousin au second degré d'Ashina She'er, fait lui aussi partie des commandants envoyés au combat.
Les forces de Su Dingfang comprennent des soldats chinois et 10 000 cavaliers Ouïghours ; ce peuple étant un allié des Tang depuis que les Chinois les ont soutenus lors de leur révolte contre les Xueyantuo, une tribu membre de la Confédération Chile. Pour être plus précis, ces cavaliers sont envoyés par Porun, le fils de Tumidu Eltabar, un roi Ouïghours ayant été installé sur son trône par Tang Taizong. Porun rejoint d'ailleurs personnellement Su Dingfang en tant que vice-commandant de la cavalerie Ouïghour lors de cette campagne militaire contre les Turcs Occidentaux. Les commandants de la cavalerie sont le Protecteur Général de Yanran et le Vice-Protecteur Général de Yanran, les deux administrateurs du Protectorat de Yanran dont dépend la garnison militaire installée par les Tang à Xishouxiang.

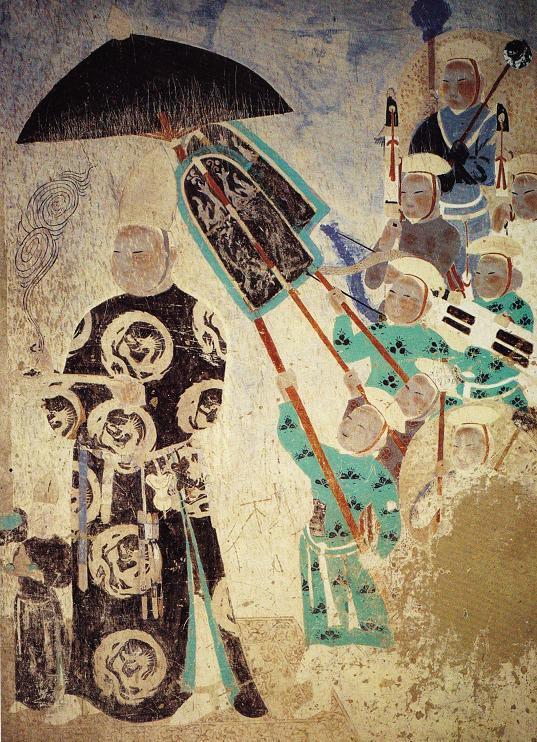
Fresque murale représentant un roi Ouïghour, dans les grottes de Mogao, à Dunhuang

L'armée de Su se met en marche et traverse les steppes d'Asie centrale depuis les Ordos et la Mongolie intérieure, jusqu'à la région des montagnes de l'Altaï. Ses troupes quittent les Ordos en mars et arrivent dans la région correspondant actuellement au Kirghizistan en novembre, soit un voyage de plus de 3 000 km à travers les steppes et le désert. Su ne s'est pas arrêté dans les riches royaumes des oasis du Tarim pour se ravitailler, ce qui laisse penser à l'historien Jonathan Karam Skaff que les troupes chinoises ont utilisé du bétail pour se nourrir au lieu d'organiser toute une logistique pour assurer leur approvisionnement. Il s'agit d'une tactique permettant une marche rapide, qui est utilisée par les nomades des steppe. La campagne se poursuivit durant l'hiver, alors que les steppes sont couvertes de neige. Selon les chroniques historiques chinoises, pour décrire l'épreuve qu'a représenté ce voyage, Su Dingfang aurait dit : "le brouillard répand l'obscurité partout. Le vent est glacial. Les barbares ne croient pas que nous pouvons faire campagne à cette saison. Empressons-nous de les surprendre!  "
Les commandants de l'armée Tang connaissaient bien la culture politique des empires nomades. Des alliances entre les tribus nomades sont formées en distribuant le butin des pillages de guerre et en assurant la sécurité de la propriété tribale et elles s'affaiblissent très vite quand les dirigeants ne tiennent pas leurs promesses. Les Chinois ont compris que les tribus mises de côté lors de ces partage sont susceptibles de changer d'allégeances et l'utilise à leur avantage.
C'est ainsi que, pendant son voyage, Su Dingfang recrute des tribus qui se rangent du côté des Tang, et ces anciens vassaux des Turcs Occidentaux prouvent leur fidélité à leurs nouveaux maîtres en leur fournissant des soldats supplémentaires. La tribu Chumukun offre son soutien après avoir été vaincue par Su et les membres de la tribu Nishu l'aident après qu'il leur a rendu leurs enfants et leurs épouses, qui avaient été capturés par Helu.
Après une longue marche, la bataille se déroule le long de la rivière Irtych (en), près des monts de l'Altaï. Les troupes d'Helu, composées de 100 000 cavaliers, sont attaquées par Su alors que le Qaghan pourchassait des troupes que les Tang avaient déployées pour servir de leurre. Helu est vaincu à la suite de l'attaque surprise de Su et perd la plupart de ses soldats. Les tribus turques loyales à Helu se rendent et ce dernier s'enfuit à Tachkent, une ville de l'actuel Ouzbékistan. Vaine tentative, car le lendemain de son arrivée, les habitants de Tachkent livrent le qaghan aux Tang,. Sur le chemin du retour à la capitale des Tang, Helu aurait écrit :

« Je suis un prisonnier de guerre vaincu et ruiné, c'est ça ! L'ancien empereur [Taizong] m'a traité généreusement, mais je l'ai trahi. Par ma défaite actuelle, le ciel a exprimé sa fureur contre moi. Dans le passé, j'ai entendu dire que la loi Han [chinoise] stipule que les exécutions des hommes sont effectuées dans le marché de la ville. Quand nous arriverons dans la capitale, je demanderait Zhaling [la tombe de l'empereur Taizong] pour expier mes crimes envers l'ancien empereur. C'est mon désir le plus sincère. »

Lorsque Gaozong reçoit le plaidoyer de Helu et accepte sa demande, malgré une loi Tang ordonnant l'exécution des généraux et rois rebelles capturés. Conformément aux rituels Confucianistes, il est envoyé à la tombe de Taizong où Gaozong épargne sa vie, puis au temple ancestral de la capitale où le captif est a nouveau présenté, reproduisant ainsi des rituels anciens célébrant les armées victorieuses. Helu se sent déshonoré par rapport à Taizong et se suicide un an plus tard, alors qu'il est encore en captivité. Il est enterré dans un monticule décoré d'une stèle, à l'extérieur du parc de l'empereur. Ce tombeau sert de trophée militaire, visible par les visiteurs de l'empereur entrant dans le parc, symbolisant la loyauté des qaghan envers l'empereur et les victoires militaires des Tang contre les Turcs occidentaux.

## Conséquences de la conquête

Carte du territoire de la Dynastie Tang après la conquête des Turcs Occidentaux.

Cette conquête renforce la domination des Tang sur la région correspondant actuellement au Xinjiang et intègre les territoires des Turcs Occidentaux à ceux contrôlés par la Chine. La chute du khaganat permet aux Tang d'annexer la région des monts de l'Altaï et les trois tribus Qarluq qui y résident sont gouvernées dans le cadre de nouveaux Zhou créés pour l'occasion et dirigés par des chefs tribaux, qui sont élevés au rang de commandants-en-chef sous les ordres des Tang. Les Tang créent également le Zhou de Jinman Bridle pour les tribus chuyue vivant dans le sud de la Dzoungarie. La vallée de l'Amou-Daria, le bassin du Tarim et la zone située au-delà du Pamir, des régions autrefois sous la suzeraineté des Turcs Occidentaux, passent sous le contrôle des Tang.
Quant aux hommes ayant participé à cette conquête, Su continue sa carrière en tant que général, et, plus tard, commande les troupes des Tang lors d'une guerre contre le royaume coréen de Baekje en 660. Ashina Buzhen et Ashina Mishe, eux, deviennent les nouveaux qaghans des Turcs Occidentaux.
Le territoire contrôlé par la dynastie Tang atteint sa taille maximale après la conquête du khaganat. Contrairement à beaucoup d'autres royaumes et tribus conquis par le Tang, les habitants du nouveau territoire ne se sinisent pas avec le temps. Au contraire, l'activité militaire des Tang en Asie centrale a amené une vague de migrants turcs à se déplacer vers l'est pour servir dans l'armée chinoise comme soldats et généraux, menant à la propagation de la langue et de la culture turques. Dans le même temps, la prévalence des langues indo-européennes dans les régions de l'ouest décline, sans pour autant disparaître. Mais ces transformations ne sont pas à sens unique et même si les territoires de l'ancien Khaganat ne se sinisent pas, l'Asie centrale est malgré tout influencée culturellement par la Chine des Tang. Ainsi, l'art d'Asie centrale intègre des influences stylistiques typiques des Tang, comme les céramiques Sancai dite "trois couleurs". Dans un autre registre, les pièces chinoises restent en circulation dans le Xinjiang après le déclin des Tang et leur repli de cette zone. Les Tang influencent également l'architecture d'Asie centrale, qui intègre des motifs chinois, comme on peut le voir dans l'architecture bouddhiste de Dunhuang, à la frontière entre les régions de l'Ouest et le corridor du Hexi.
D'un point de vue purement pratique, la taille des terres nouvellement conquises les rend difficiles à gouverner à travers le système de protectorat/garnisons militaires utilisé par les Tang. C'est pour cela que l'empereur Tang Gaozong fait de Ashina Buzhen et Ashina Mishe deux qaghans "hommes de pailles" pour régner sur les Turcs occidentaux. Comme on le verra plus en détail un peu plus bas, ce système ne dure qu'un temps et à la suite d'une rébellion qui commence en 662, les Tang perdent le contrôle d'une partie de ce territoire. La révolte réduit l'étendue des territoires de l'ouest des Tang à Beshbalik et à la Dzoungarie dans le nord du Xinjiang. Après cette date, les Tang perdent le contrôle des terres situées au-delà du Pamir dans les actuels Tadjikistan et Afghanistan. Plus au sud, l'expansion de l'Empire du Tibet menace le contrôle de la Chine sur le sud du Xinjiang. Le Tibet envahit le Bassin du Tarim en 670, mais les forces des Tang reprennent le contrôle de la région en 693 et Kachgar en 728, rétablissant ainsi le protectorat d'Anxi et les quatre garnisons. Malgré cette victoire chinoise, le conflit entre le Tibet et la chine continue presque jusqu'à la chute de la dynastie Tang.
Lorsqu'elle atteint son maximum, l'expansion du territoire chinois met les Tang en contact direct avec le califat Omeyyade, qui, lui, s'étend vers l'est, les frontières occidentales de la Chine atteignant la frontière orientale du califat. Après la défaite de la perse sassanide face aux Arabes, le califat commence son expansion en Asie centrale, ce qui les met en rivalité directe avec les Tang dans la région. Les troupes chinoises et du califat s'affrontent finalement lors de la bataille de Talas en 751. Les Chinois perdent contre les Arabes du califat abbasside, qui a succédé entre-temps aux Omeyyades. Grâce à cette victoire, l'armée arabe capture des artisans chinois spécialisés dans la fabrication du papier. Une chronique arabe du conflit prétend que c’est cette bataille qui a permis l'introduction de la fabrication du papier dans le monde musulman.

### Les Qaghans "hommes de paille"

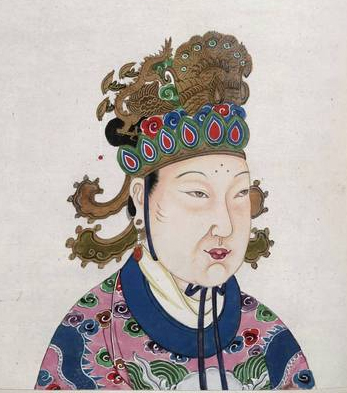
L'impératrice Wu Zetian envoie Yuanqing et Kusrau pour succéder à leurs pères en comme qaghans « hommes de pailles » des Turcs Occidentaux

L'empereur Tang Gaozong installe deux qaghans « hommes de pailles » comme dirigeants des Turcs Occidentaux, les deux cousins Ashina Buzhen et Ashina Mishe. Par cette nomination, Gaozong utilise les anciens rivaux d'Helu pour contrôler la région par procuration. Gaozong divise les dix tribus de la région entre les deux cousins, Buzhen recevant le gouvernement de la moitié des tribus situées à l'Ouest, tandis que Mishe gouverne celles situées à l'est. Dans le même temps Jaid, le fils de Buzhen, et Yuanqing, le fils de Mishe, résident à Chang'an, la capitale de Tang, jusqu'en 685, date à laquelle l'impératrice Wu Zetian les envoie vers l'ouest pour succéder à leurs père.
Cette succession se passe mal, car aucun des deux qaghans ne réussit à exercer un véritable contrôle sur ses sujets. Les tribus turques résistent au pouvoir de Yuanqing, se soulèvent et le battent, ce qui le force à retourner à Chang'an. Si Kusrau réussit temporairement à se faire accepter par les tribus de l'Ouest, il est vaincu en 690 lors d'une invasion menée par le second khaganat turc, et il doit lui aussi fuir la région avec ses derniers fidèles. Les tentatives ultérieures d'installer d'autres qaghans "hommes de pailles" finissant toutes par échouer, ce titre devient un simple poste symbolique à la Cour des Tang.

## Voir également
- Transition des Sui aux Tang
- Campagnes des Tang contre les Turcs occidentaux
- Soldats turcs au sein de l'armée des Tang